# Repubblica di Torriglia
Repubblica di Torriglia era il nome che i partigiani della Divisione Garibaldi "Cichero" avevano dato a un territorio di circa 45 km che comprendeva parte della Val Borbera, della Val d'Aveto e della Val Trebbia, attraversato dalla strada statale 45 Genova - Piacenza, durante gli eventi della Resistenza italiana nella seconda guerra mondiale.

## Estate '44
Gli Alleati della seconda guerra mondiale tra il 1942 e il 1943 avevano bombardato i ponti più importanti della riviera ligure, interrompendo il collegamento di Genova con il levante e rendendo la statale 45, che permetteva di raggiungere attraverso i monti la Pianura padana, l'unica valida alternativa all'Aurelia.
In Val Trebbia, nell'estate del 1944, i tedeschi non potevano più transitare sulla statale 45 occupata dai partigiani; le forze partigiane erano aumentate e si erano organizzate a difesa di un territorio ampio, compreso da Varzi a Pertuso, dal Monte Antola a Bobbio, da Torriglia a Rezzoaglio. La Repubblica di Bobbio era composta dal versante piacentino-pavese e da quello ligure-piacentino, ma in realtà era un territorio in gran parte sotto il controllo della Divisione Garibaldi "Cichero" e delle brigate liguri.
Il nome "Repubblica di Torriglia" è stato impropriamente usato, la realtà è più complessa. Il territorio partigiano, un cerchio di 45 km di diametro, era difeso dalla Divisione Garibaldi "Cichero" e dalla sua derivazione, la Divisione Garibaldi "Pinan-Cichero", organizzate nelle brigate 57ª Brigata Garibaldi "Berto", 3ª Brigata Garibaldi "Jori", Brigata Volante Severino e Brigata Volante Balilla sotto il comando della Cichero, 58ª Brigata Garibaldi "Oreste Armano", oltre alla Brigata Arzani e Po-Agro sotto il comando della Pinan-Cichero.

## Gorreto
A Gorreto, il comandante partigiano Aldo Gastaldi (nome di battaglia "Bisagno") aveva trasferito il comando delle due Divisioni. "Attilio" (Amino Pizzorno) organizzò un servizio speciale, il Sip ("servizio informazioni e polizia"), con il compito di individuare spie e informatori. Il Sip aveva anche il compito di mantenere l’ordine pubblico reprimendo abusi, come furti e speculazioni sui viveri. Il 17 agosto arrivò a Gorreto anche il gruppo di "Minetto" (Erasmo Marré), responsabile di un servizio di informazioni a favore degli Alleati; si stabilirono a Cabella Ligure, nell’alta Valborbera. Sempre ad agosto i vertici del Comitato Militare Regionale della Liguria di Giustizia e Libertà e Partito Comunista d'Italia, rispettivamente "Carli" (il generale Cesare Rossi) e "Lorenzo" (Raffaele Pieragostini) raggiunsero Torriglia.
Al limite del territorio partigiano vi erano presidi dei nazi-fascisti, composti da un centinaio di uomini ciascuno. L’organizzazione stava via via diventando più complessa, e le forze partigiane aumentavano enormemente, anche a causa delle diserzioni degli Alpini della 4ª Divisione alpina "Monterosa" passati a combattere con i partigiani. L’armamento era migliorato, i partigiani usavano i mitra Sten aviolanciati da britannici e statunitensi, ma più spesso armi requisite al nemico. Non vi era artiglieria pesante di difesa.
Il 12 agosto 1944 era atterrata su un campo presso il Monte Aiona la missione di paracadutisti alleata dell'Office of Strategic Services “Walla Walla”, composta da 14 soldati e dal generale statunitense W.C. Wheeler, Un fatto inteso dai partigiani come una garanzia: di prossimi armamenti in arrivo, ma anche del riconoscimento politico della lotta di Liberazione. Quando il generale americano arrivò nella zona partigiana trovò l’assistenza medica per i feriti del lancio e un autobus che lo trasportò attraverso la Val Trebbia nel territorio liberato fino a Gorreto.
Nelle vicinanze di Gorreto i partigiani avevano allestito il ritrovo per i nuovi arrivati, la "colonia" di Rovegno. Il numero dei giovani che raggiungevano i monti per sfuggire ai tedeschi e ai bandi della Repubblica Sociale Italiana nell'estate del 1944 era lievitato, rendendo necessario l'allestimento di un campo di addestramento. Sopraintendeva al reclutamento il partigiano "Marzo" (Gb Canepa). Nella tipografia di Bobbio si stampava il giornale Il partigiano, l’organo di diffusione della "Cichero", diretto da "Bini" (Giovanni Serbandini).

## Rastrellamento nazifascista, 24-25 agosto 1944
Il territorio liberato subì un rastrellamento intorno al 24-25 agosto. Il rastrellamento, che impiegò circa 5.000 uomini e durò fino alla fine di agosto, mirava a liquidare il movimento partigiano, perché la zona interrompeva le vie di comunicazione verso il nord, la statale 45, e la continuità dei presidi tedeschi e repubblichini posti a monte e a valle. Inoltre, il territorio liberato minacciava di estendersi alla Valle Scrivia, era rifugio e richiamo per l’antifascismo delle città vicine, ed era una zona franca all'interno dell'occupazione dei tedeschi. I partigiani a difesa del territorio erano non più di 2.000, con armi leggere e poche munizioni. I rastrellatori si mossero da quattro direttrici per chiudere Gorreto in una sacca, e abbandonarono i loro mezzi per salire sui monti.
Le formazioni partigiane presenti, attaccate contemporaneamente da più parti, presero decisioni frenetiche e sulla base di valutazioni parziali, ma in generale sopravvissero e gli sbandamenti furono recuperati in pochi giorni. Se in passato molti giovani avevano pensato che se si fossero arresi avrebbero avuta salva la vita, la strage della Benedicta aveva diffuso la convinzione che i catturati dal nemico non si sarebbero salvati, con o senza armi. Gli aspetti che avevano impedito lo sbandamento totale delle brigate erano stati «[...] la coesione del gruppo, il credito dei comandanti a cominciare da quelli di livello più basso (le squadre), la capacità a prendere autonome decisioni senza aspettare ordini da comandi irraggiungibili, la consapevolezza della irreversibilità della propria scelta». A ottobre-novembre la zona Repubblica di Torriglia fu rioccupata totalmente.

## Organizzazione dopo il rastrellamento
Il problema dei rifornimenti era diventato, con l’aumento degli effettivi, molto complesso. I pochi soldi che il CLN metteva a disposizione non bastavano, «le spese ammontavano a circa 20 milioni al mese là dove dal CLN ne arrivavano al massimo due e mezzo» e se i partigiani intendevano proseguire la guerra era necessario arrivare ad altre soluzioni. 
«In città gli industriali e specialmente le imprese edili fasciste lavoravano per conto delle organizzazioni tedesche Todt. Costruivano fortificazioni sulla riviera ligure, fortini in mezzo alla città, pozzi per le mine nel porto di Genova, nelle strade e sui ponti di tutta Italia. Con queste concessioni di lavori militari, gli impresari guadagnavano denari a palate [...] Risolvemmo quindi di far pagare a questi traditori [...] le spese della guerra partigiana». Un distaccamento speciale prelevava l’industriale individuato, lo portava nella zona partigiana, e richiedeva il pagamento di una somma proporzionale ai guadagni. I partigiani rilasciavano la ricevuta agli industriali, molti dei quali con quelle nel dopoguerra dimostrarono di aver contribuito alla Resistenza. Si stamparono a Bobbio anche dei buoni prestito, rimborsati a fine conflitto.
Da settembre nella Repubblica di Torriglia i partigiani erano riusciti a disporre due ospedali con 200 letti, a vestire con abiti invernali più della metà degli effettivi, ad abolire la borsa nera, a riaprire 18 scuole con incarico agli insegnanti sfollati in zona. A Rocchetta Ligure e a San Sebastiano Curone furono istituiti perfino due licei con gli insegnanti sfollati da Genova. Per la popolazione civile che viveva lì, fu una parvenza di normalità.
Le autorità fasciste nel territorio liberato si erano dileguate e una commissione appositamente eletta in ogni paese organizzò le elezioni comunali, le prime dopo vent’anni di dittatura. In molti Comuni la popolazione elesse i rappresentanti politici cacciati dai fascisti vent’anni prima. Le giunte comunali si costituirono in diversi paesi della regione liberata, collaborarono con i partigiani e rappresentarono un primo esempio di coscienza democratica e di autogoverno. Quando in autunno il problema degli approvvigionamenti si aggravò, le giunte decisero di censire i generi di prima necessità prodotti nel territorio liberato -farina, grassi, carne- e di chiedere a ogni privato una quantità ragionevole, stabilendo un prezzo più vantaggioso di quello applicato dal governo fascista. L’approvvigionamento dei beni di prima necessità era controllato dai partigiani attraverso l'intendenza, che si occupava di prendere dai comuni le liste degli ammassi del grano con i nomi dei produttori, e così anche per carne e grassi. I partigiani pagavano ai contadini i beni di prima necessità, preferibilmente con i soldi altrimenti con dei buoni. A Cabella Ligure vi era uno dei due mulini, e i sacchi di grano erano portati a macinare lì e costituivano le scorte delle due divisioni.